# Michaił Rotow
Michaił Michajłowicz Rotow, ros. Михаил Михайлович Ротов (ur. 20 października 1897 roku w stanicy Nowoczerkaskaja, zm. 5 stycznia 1969 roku w Winnipeg) – rosyjski wojskowy (esauł), emigracyjny działacz kombatancki, poeta i memuarysta, ataman okręgowy Stanic Dońskich Kozackiego Stanu i zastępca przewodniczącego Głównego Zarządu Wojsk Kozackich podczas II wojny światowej.
W 1917 roku ukończył nikołajewską szkołę kawaleryjską, po czym wstąpił do nowo formowanej Armii Dońskiej. Służył w 1 Sotni lejbgwardii Pułku Kozackiego, awansując do stopnia sotnika. W marcu 1919 roku został ranny. Ponownie go raniono w sierpniu 1920 roku Doszedł do stopnia esauła. W listopadzie tego roku wraz z wojskami Białych został ewakuowany z Krymu do Gallipoli. Na emigracji zamieszkał w Królestwie SHS. W 1936 roku w publikacji pt. „Lejb-kazaki” zostały opublikowane jego wiersze i pieśni. Pod koniec lat 30. przyjechał do Francji. Działał w Stowarzyszeniu Oficerów Lejbgwardii Pułku Kozackiego. Podczas II wojny światowej wstąpił do Kozackiego Stanu. W 1944 roku w stopniu starszyny wojskowego objął funkcję zastępcy przewodniczącego Głównego Zarządu Wojsk Kozackich. Pod koniec 1944 roku został atamanem okręgowym Stanic Dońskich Kozackiego Stanu. Po zakończeniu wojny uniknął wydania Sowietom. Początkowo przebywał w Austrii, następnie wyemigrował do Kanady. Był autorem wspomnień.